# Verstehen
Verstehen (verstaan of begrijpen) wordt in de filosofie over het algemeen gebruikt in oppositie met Erklären (verklaren).
De Duitse filosoof Wilhelm Dilthey (1833-1911) gebruikte deze tegenstelling om het verschil tussen natuurwetenschappen en geesteswetenschappen aan te geven. In de natuurwetenschappen moet de onderzoeker een fenomeen verklaren (bijvoorbeeld hoe komt het dat een voorwerp, dat je loslaat, naar beneden valt? Verklaring: de zwaartekracht.). Bij de geesteswetenschappen moet de onderzoeker zijn onderwerp begrijpen.
Binnen de sociale wetenschappen speelt Verstehen een variabele rol. Vooral het kwalitatief onderzoek stelt met Verstehen bezig te zijn. Binnen het kwantitatief onderzoek speelt dit een minder belangrijke rol. 
Het Verstehen wordt vaak in verband gebracht met de hermeneutiek van Heidegger.